# 圆通航空
杭州圆通货运航空有限公司（IATA:YG，ICAO:HYT）是中国大陆一家货运航空公司，为中国大陆第八家货运航空公司。2014年8月5日经民航局批准后建立，于2015年9月实现首航。主运营基地设在杭州萧山国际机场。
圆通航空由上海圆通蛟龙投资发展（集团）有限公司筹建。

## 机队

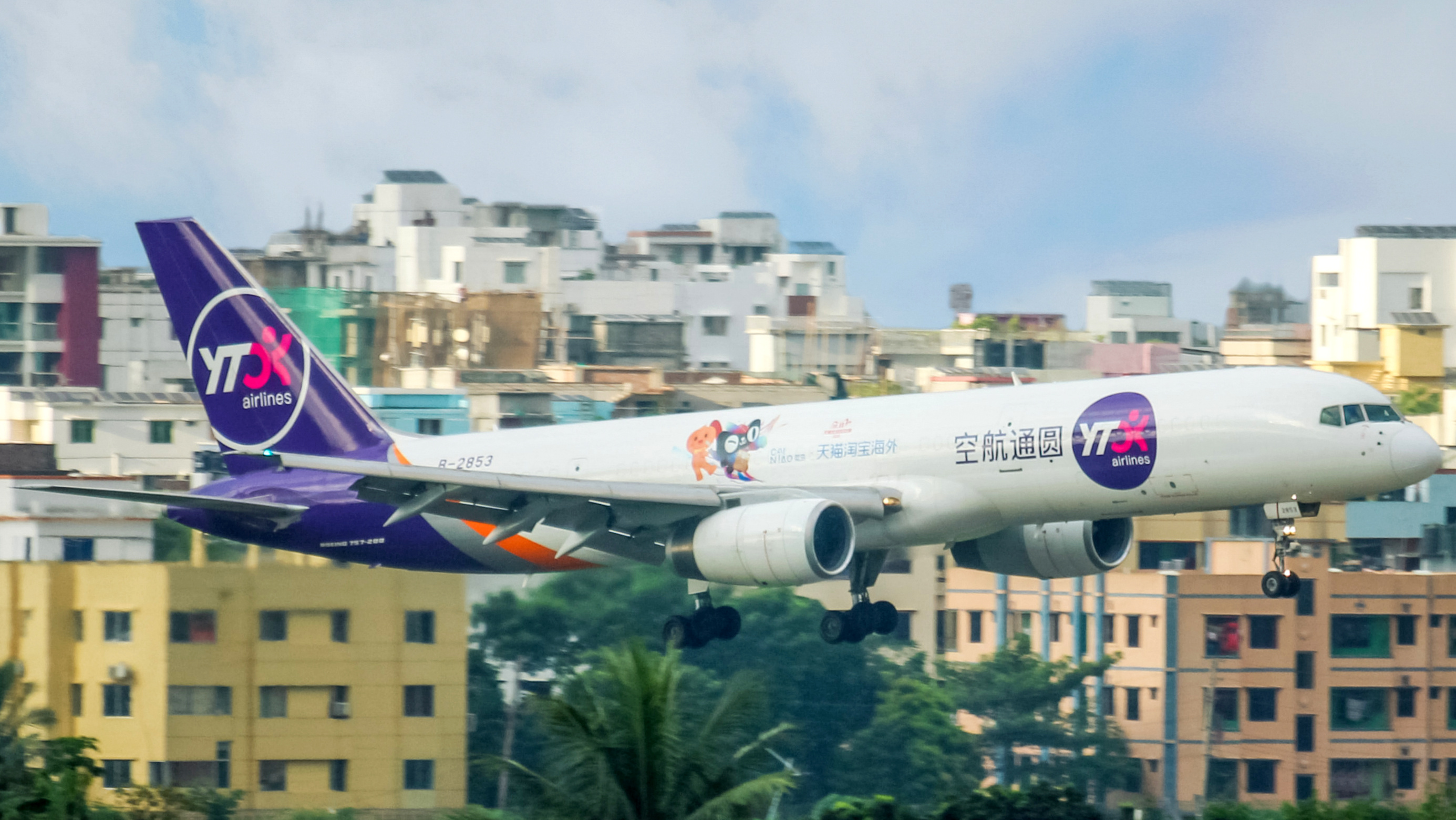
波音757-200PCF

截至2019年4月，机队详情如下：
| 机型                | 在航 | 订购 | 退役 |
| ------------------- | ---- | ---- | ---- |
| 波音 737-300F       | 7    | —    | 1    |
| 波音 757-200F       | 5    | —    | —    |
| 中國商飛 ARJ21F     | —    | 2    | —    |
| 波音 767-300ER BDSF | —    | 2    | —    |

## 註解
1. ↑  原為成都航空租賃機材，後於2021年購入，並由广州飞机维修工程有限公司改裝為貨機
2. ↑  原為加拿大胭脂航空機材，後由以色列航太工業改裝為貨機